# Claude Luc
Claude Luc (en latin Claudium Lacium) né à Poligny vers 1510 ou 1515 et mort vers 1590 dans la même ville, dans le comté de Bourgogne, est un poète, graveur, illustrateur, chantre et aristocrate comtois. Il est connu pour ses gravures et représentations des principales cités comtoises du milieu du XVIe siècle. Elles sont les plus anciennes connues à ce jour. Il est également après 1550, recteur des écoles de Poligny.

## Biographie
Claude Luc est le fils du noble Jacques Luc, trésorier de Bourgogne, de Poligny et des Salines en 1516, et de Marie Faulquier. Il nait à Poligny vraisemblablement vers 1510 ou 1515 et a deux frères : Pierre prieur de Montrond et Jean. Il fait probablement ses études à l'université de Dole où il devient docteur en droit. Il est ensuite nommé bailli de Nozeroy pour le prince d'Orange. Il y fait la connaissance de Gilbert Cousin avec lequel il va se lier d'amitié et beaucoup travailler. Il est dans le même temps poète, on a conservé quelques poèmes de lui recueillis au sein de Poematia aliquot insignia. (Bâle, Winter, 1557), une épitaphe du cardinal de Granvelle, un éloge de la Franche-Comté, et un autre dédié à sa ville de Poligny.
En 1551, le Magistrat de Poligny s'adresse à ce concitoyen notable pour la direction des écoles de la ville.
En 1562 il est chargé d'illustrer l'ouvrage de Cousin Opéra multifarii argumenti, et notamment sa Description de la Franche-Comté, avec des vues des principales cités comtoises de l'époque comme Dole, Nozeroy ou Pontarlier. Il semble s'inspirer du travail de Sebastian Munster qui a réalisé également une vue de Salins en 1544. Sa vue de Poligny est un témoignage unique de l'apparence de l'ancienne cité comtoise avant toutes ses modifications postérieures. Il est probablement aussi l'auteur de la gravure Des effigies erasmi réalisée en 1553 qui représente Cousin et Erasme travaillant ensemble.
En 1580 il devient à la suite de son frère Jean, chantre dignitaire de l'église de la collégiale de Poligny.
Il décède probablement vers 1590 dans sa ville natale, il est toujours vivant en 1586 lors de la mort du cardinal de Grandvelle. Il a un fils, Pierre Luc, qui aura lui-même une fille. La lignée des Luc semble s'éteindre au tout début du XVIIe siècle.
Son ami Gilbert Cousin le cite « comme l'un des hommes les plus doctes de la province, et poète à ses heures ».

## Œuvres de Claude Luc
- Gravures d'illustrations de la Description de la Franche-Comté de G Cousin, Bâle, 1552
  - Vue des principales cités comtoises: Dole, Nozeroy, Salins, Bletterans, Poligny, La Rivière, Pontarlier
  - Des effigies Erasmi Roterodami, literarum principis, et Gilberti. Cognati Nozereni
- POEMATIA aliquot insignia illustrium poetarum recentiorum hactenus a nullis ferme cognita aut visa, Bâle , Winter , 1557
- Épitaphe du cardinal de Granvelle,1586
- Lettres et poésies de Luc traduites en français du XVIe siècle par M.H Ligier, de Poligny (lire en ligne)

## Galerie

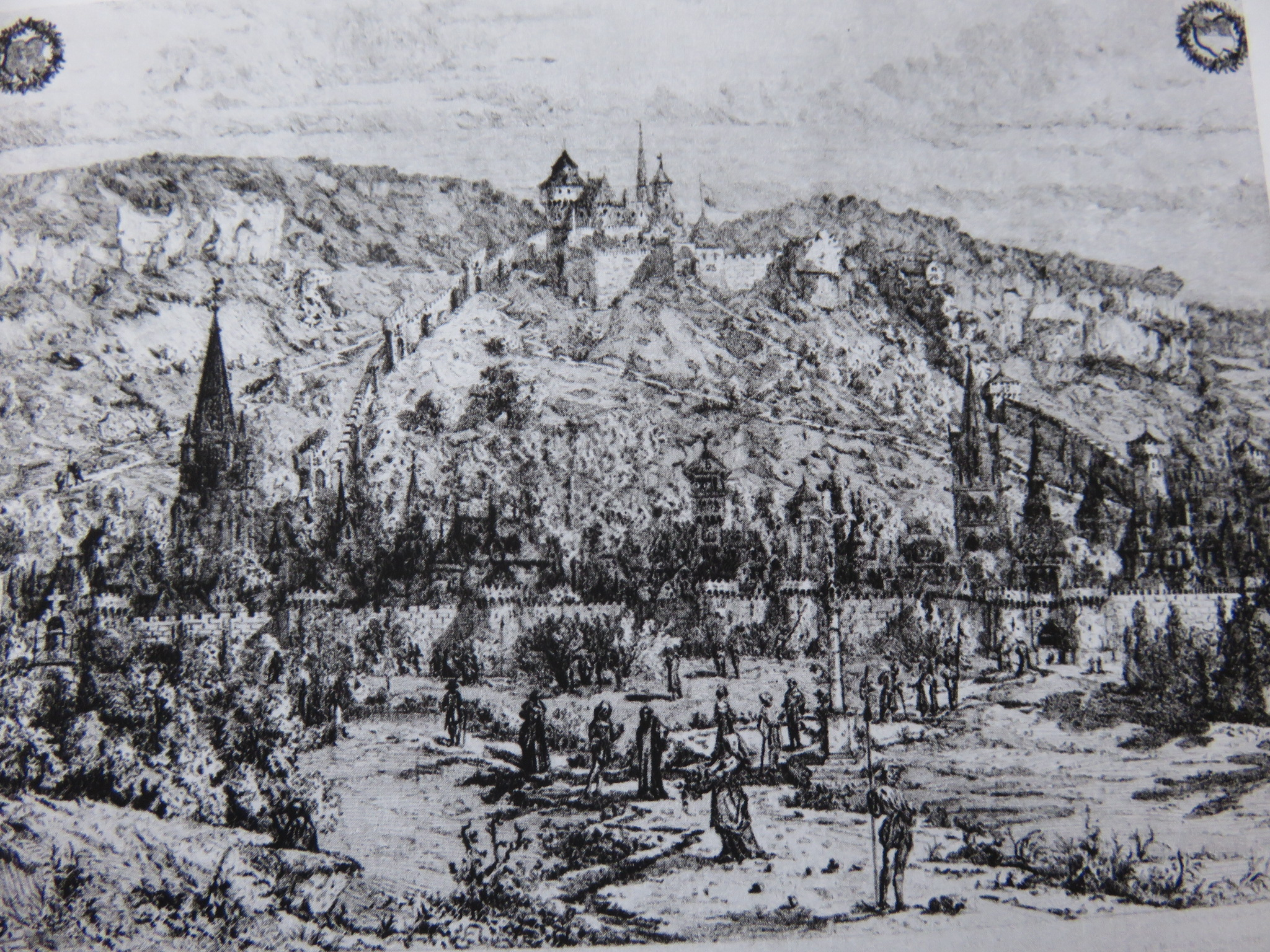
Vue de Poligny d'après le croquis de Claude Luc par Gaston Coindre
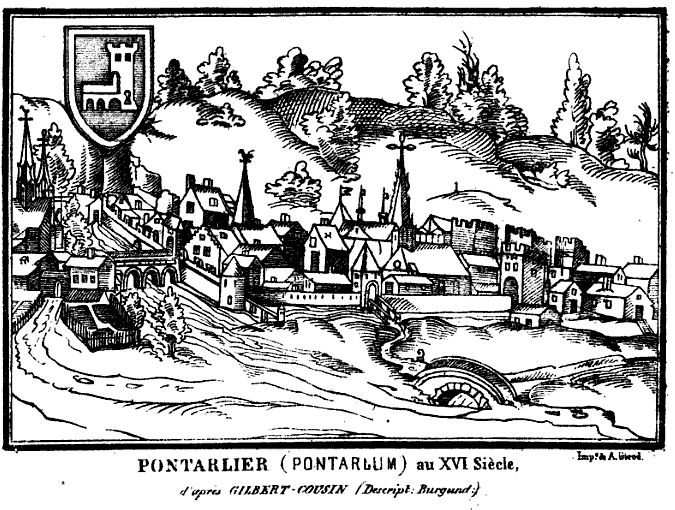
Vue de Pontarlier
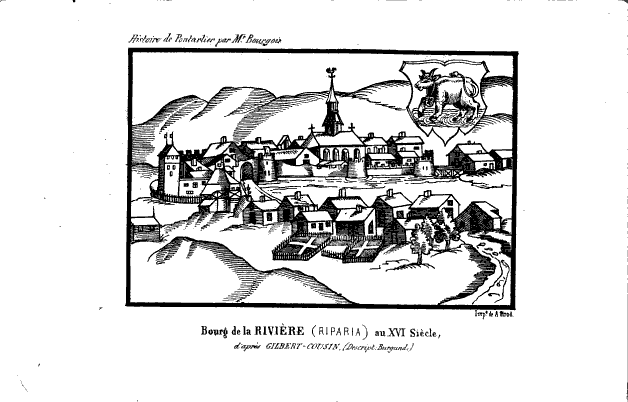
Vue du village de La Rivière (Doubs)
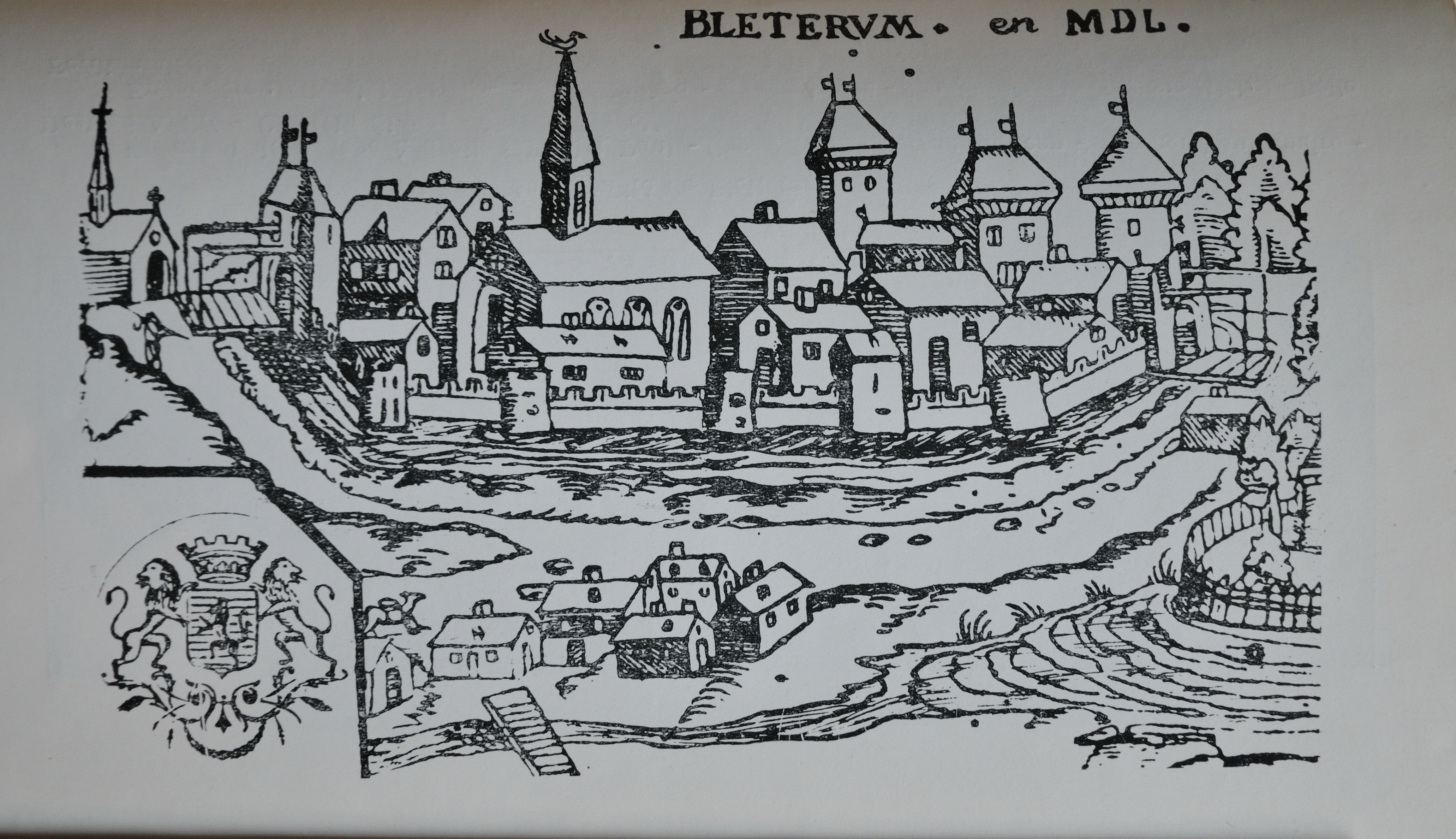
Vue de Bletterans
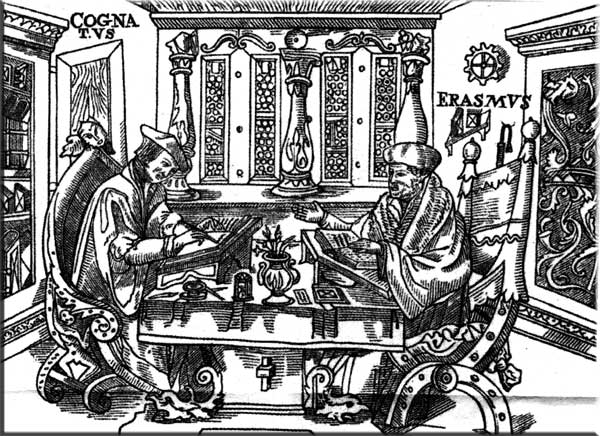
Des effigies Erasmi et Cognati